# Olympische Sommerspiele 1924/Leichtathletik – Kugelstoßen (Männer)

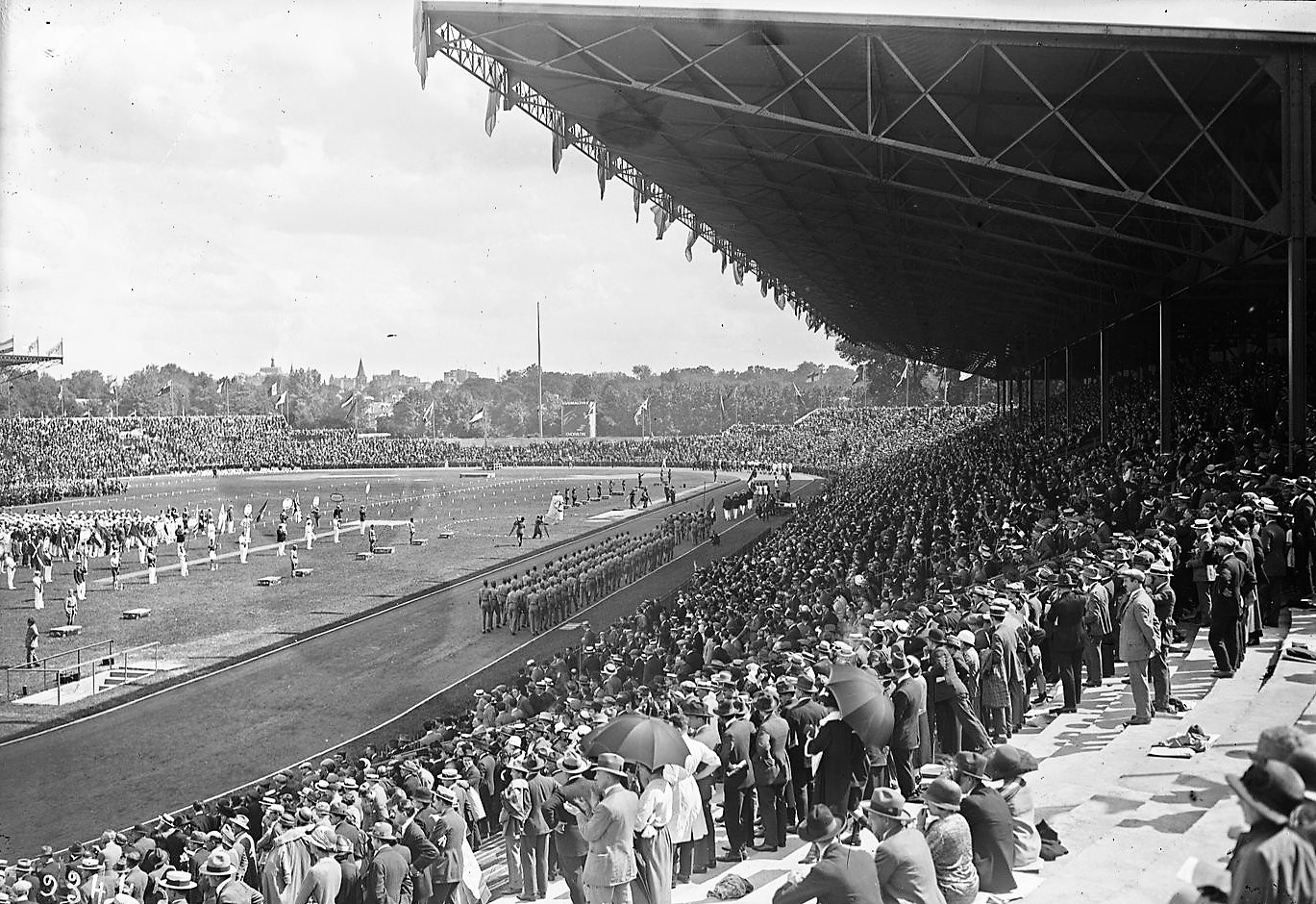
Das Olympiastadion während der Eröffnungszeremonie

Das Kugelstoßen der Männer bei den Olympischen Spielen 1924 in Paris wurde am 8. Juli 1924 ausgetragen. 28 Athleten nahmen daran teil.
Bei dem Wettbewerb gab es einen Dreifachtriumph der US-amerikanischen Mannschaft. Bud Houser gewann vor Glenn Hartranft und Ralph Hills.

## Bestehende Rekorde
| Weltrekord         | 15,54 m | Ralph Rose ( USA)   | San Francisco, USA     | 21. August 1911 |
| Olympischer Rekord | 15,34 m | Pat McDonald ( USA) | OS Stockholm, Schweden | 10. Juli 1912   |

Der bestehende olympische Rekord wurde hier in Paris nicht erreicht. Wie schon 1920 in Antwerpen gab keinen Stoß über die 15-Meter-Marke hinaus.

## Durchführung des Wettbewerbs
Die Athleten hatten am 8. Juli in drei Gruppen eine Qualifikationsrunde zu absolvieren. Für das Finale, das am gleichen Tag stattfand, qualifizierten sich die sechs besten Athleten – hellblau unterlegt – der vier Qualifikationsgruppen. Dabei gingen die im Vorkampf erzielten Weiten mit in das Endresultat ein.

## Qualifikation
Datum: 8. Juli 1924

### Gruppe 1

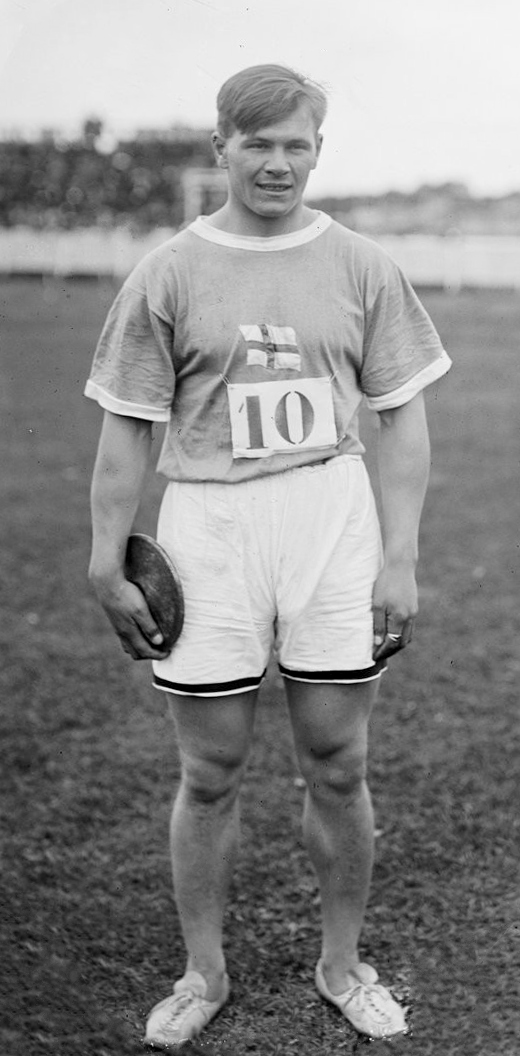
Ville Pörhölä – 1920 Olympiasieger – ausgeschieden mit 14,100 m in Qualifikationsgruppe 1
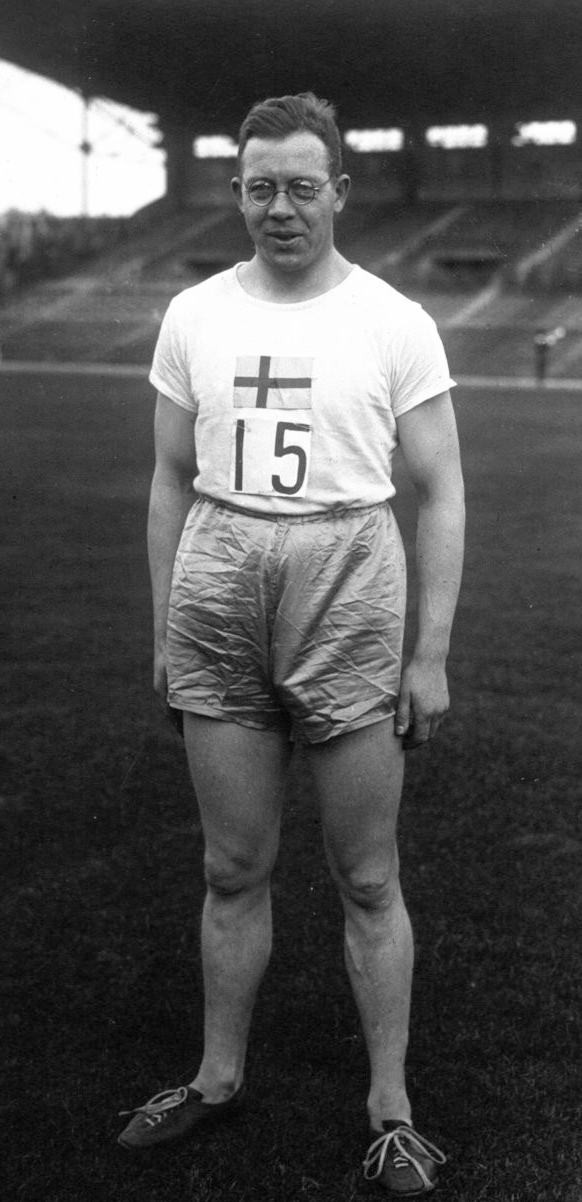
Bertil Jansson – ausgeschieden mit 13,70 m in Qualifikationsgruppe 1
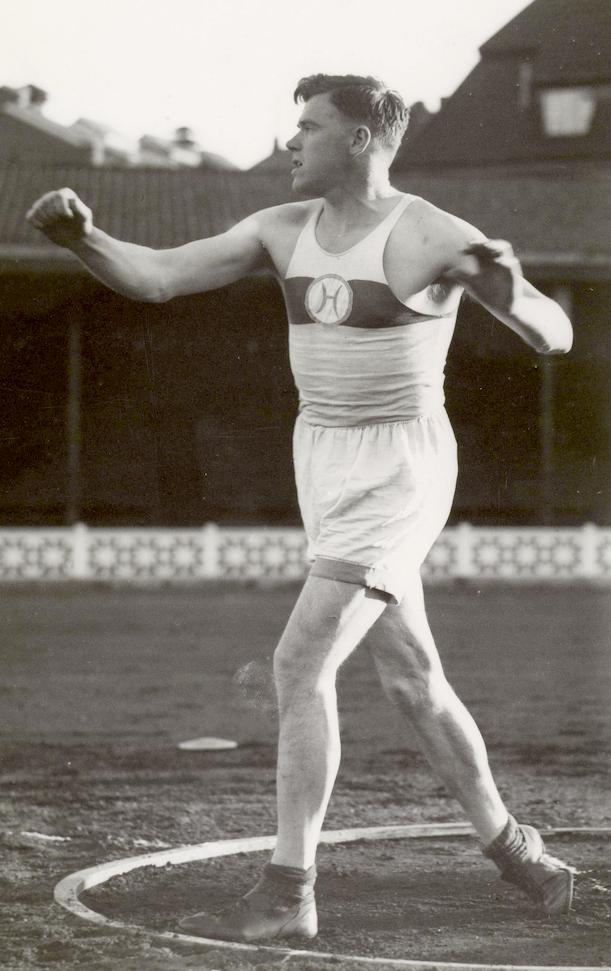
Ketil Askildt – ausgeschieden mit 13,090 m in Qualifikationsgruppe 1

| Platz | Name           | Nation             | Weite    | Anmerkung |
| ----- | -------------- | ------------------ | -------- | --------- |
| 1     | Bud Houser     | USA                | 14,995 m |           |
| 2     | Ralph Hills    | USA                | 14,505 m |           |
| 3     | Ville Pörhölä  | Finnland           | 14,100 m |           |
| 4     | Bertil Jansson | Schweden           | 13,760 m |           |
| 5     | Harald Tammer  | Estland            | 13,280 m |           |
| 6     | Ketil Askildt  | Norwegen           | 13,090 m |           |
| 7     | Daniel Pierre  | Frankreich         | 13,070 m |           |
| 8     | John O’Grady   | Irischer Freistaat | 12,750 m |           |
| 9     | Arvīds Ķibilds | Lettland           | 12,530 m |           |
| 10    | Jesús Aguirre  | Mexiko             | 09,470 m |           |

### Gruppe 2

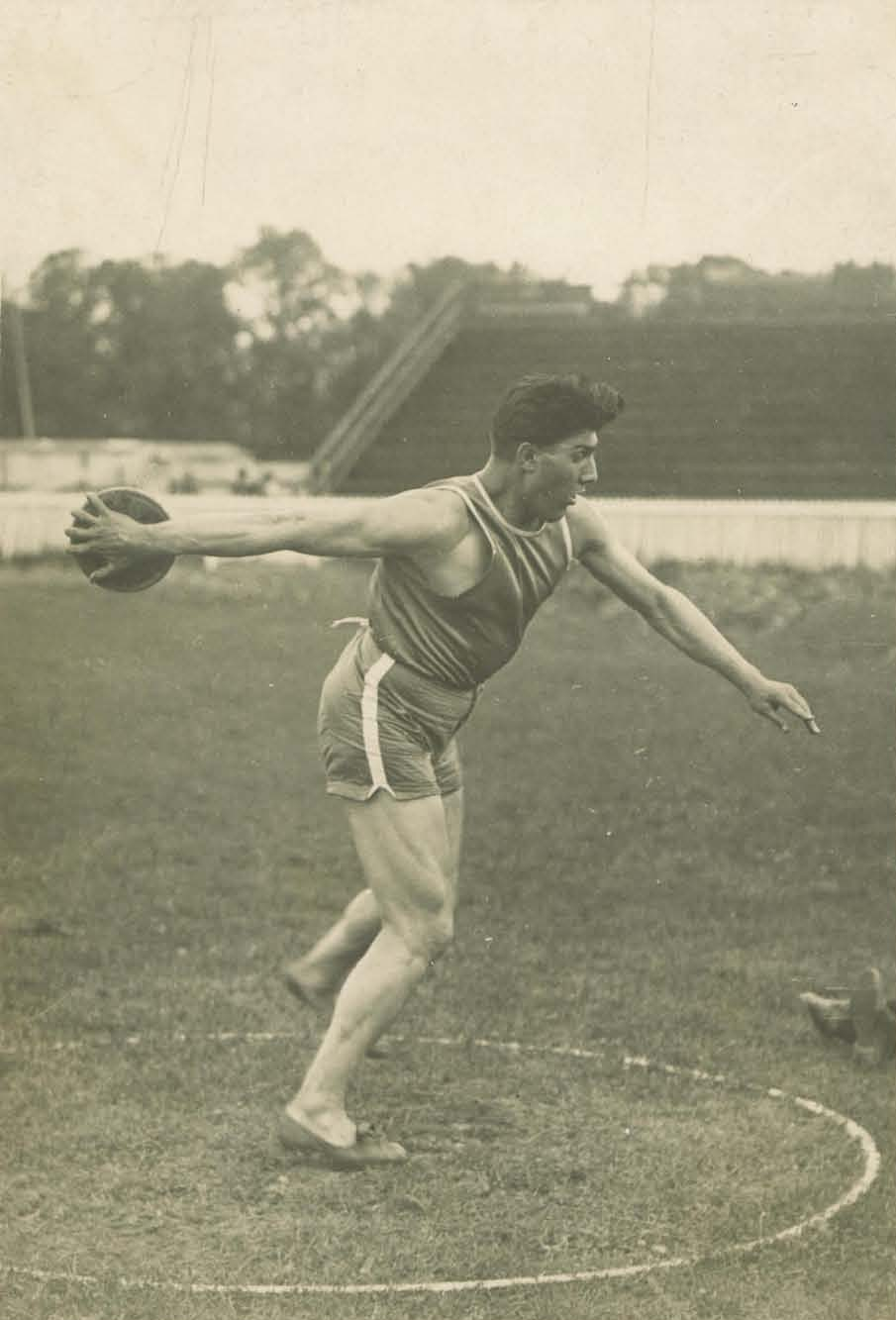
Raoul Paoli (hier beim Diskuswurf) – ausgeschieden mit 13,535 m in Qualifikationsgruppe 2

| Platz | Name                | Nation         | Weite    | Anmerkung |
| ----- | ------------------- | -------------- | -------- | --------- |
| 1     | Hannes Torpo        | Finnland       | 14,450 m |           |
| 2     | Glenn Hartranft     | USA            | 14,405 m |           |
| 3     | Elmer Niklander     | Finnland       | 14,265 m |           |
| 4     | Raoul Paoli         | Frankreich     | 13,535 m |           |
| 5     | Sixten Sundström    | Schweden       | 13,530 m |           |
| 6     | Veljko Narančić     | Jugoslawien    | 13,215 m |           |
| 7     | Charles Beckwith    | Großbritannien | 12,480 m |           |
| 8     | Otto Garnus         | Schweiz        | 12,120 m |           |
| 9     | José Galimberti     | Brasilien      | 11,300 m |           |
| 10    | Dimitrios Karabatis | Griechenland   | 10,955 m |           |

### Gruppe 3
| Platz | Name               | Nation         | Weite    | Anmerkung |
| ----- | ------------------ | -------------- | -------- | --------- |
| 1     | Norman Anderson    | USA            | 14,290 m |           |
| 2     | Akseli Takala      | Finnland       | 13,315 m |           |
| 3     | Christos Vrettos   | Griechenland   | 13,125 m |           |
| 4     | Pál Bedő           | Ungarn         | 12,660 m |           |
| 5     | Werner Nüesch      | Schweiz        | 12,450 m |           |
| 6     | Maxime Bousselaire | Frankreich     | 12,265 m |           |
| 7     | Rex Woods          | Großbritannien | 11,770 m |           |
| NM    | Octávio Zani       | Brasilien      | ogV      |           |

## Finale
Datum: 8. Juli 1924
| Platz | Name            | Nation   | Resultat | Qualifikationsweite | Finalweite                   | Anmerkung |
| ----- | --------------- | -------- | -------- | ------------------- | ---------------------------- | --------- |
| 1     | Bud Houser      | USA      | 14,995 m | 14,995 m            | keine Verbesserung im Finale |           |
| 2     | Glenn Hartranft | USA      | 14,895 m | 14,410 m            | 14,895 m                     |           |
| 3     | Ralph Hills     | USA      | 14,640 m | 14,510 m            | 14,640 m                     |           |
| 4     | Hannes Torpo    | Finnland | 14,450 m | 14,450 m            | keine Verbesserung im Finale |           |
| 5     | Norman Anderson | USA      | 14,290 m | 14,290 m            | keine Verbesserung im Finale |           |
| 6     | Elmer Niklander | Finnland | 14,265 m | 14,265 m            | keine Verbesserung im Finale |           |

Im Kugelstoßen gab es einen Dreifacherfolg der US-Amerikaner. Bud Houser – mit vollem Namen eigentlich Lemuel Clarence Houser – gewann knapp vor Glenn Hartranft und Ralph Hills. Fünf Tage später entschied Houser auch den Diskuswurf für sich. Außerdem hatten ein weiterer US-Athlet und zwei Finnen das Finale erreicht. Unter ihnen befand sich jedoch nicht der Olympiasieger von Antwerpen 1920 Ville Pörhölä, der sich hier mit einem siebten Platz begnügen musste. Die Leistungen der Athleten reichten allerdings nicht ganz heran an die Weiten, die Ralph Rose und Pat McDonald in der Ära vor dem Ersten Weltkrieg erzielt hatten.
Dieser Dreifachsieg der USA war der vierte im siebten olympischen Kugelstoßwettbewerb. Von den bislang 21 vergebenen Medaillen gewannen US-Starter alleine 16.

## Endergebnis

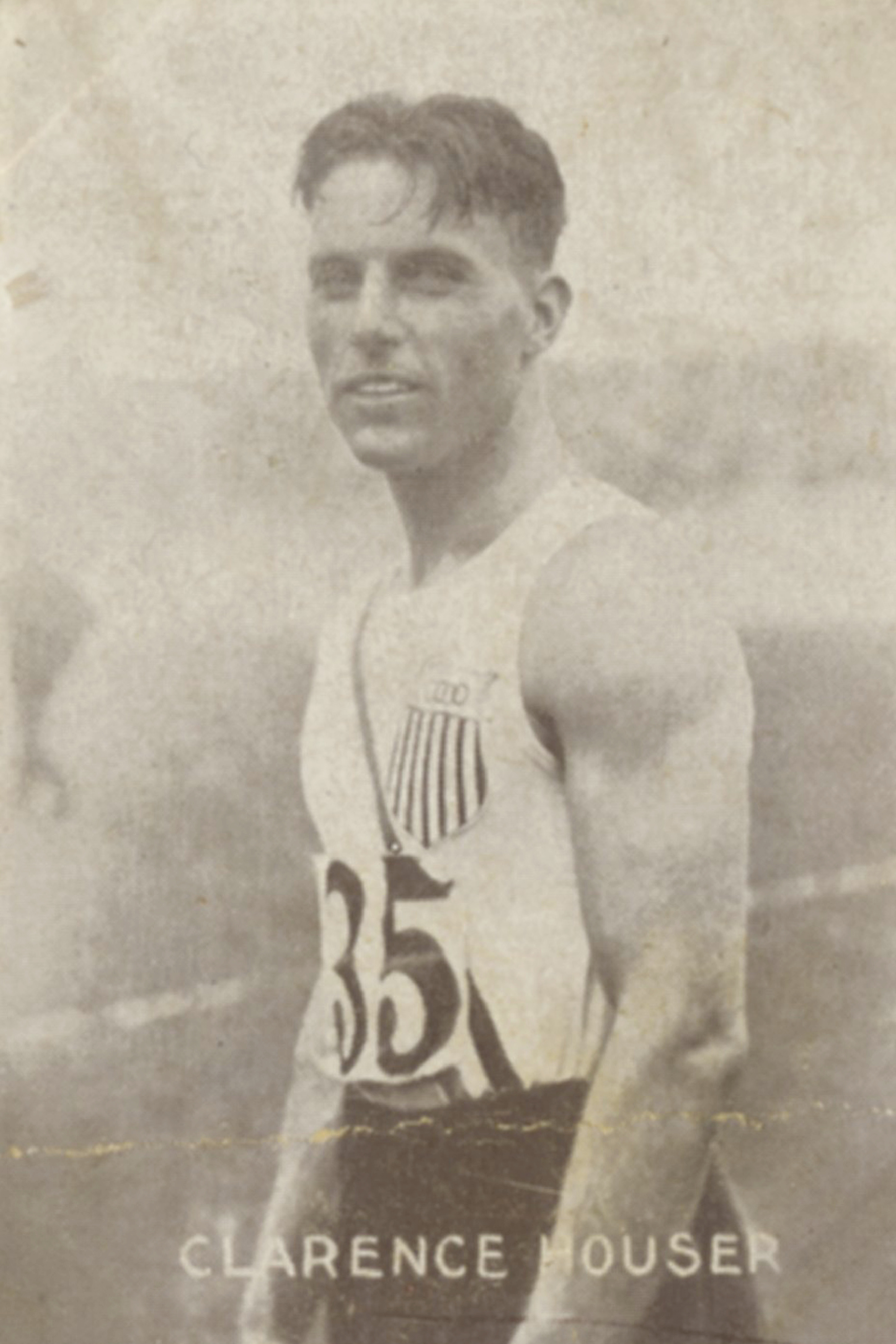
Olympiasieger Bud Houser auf einer Sammelkarte aus dem Jahr 1930

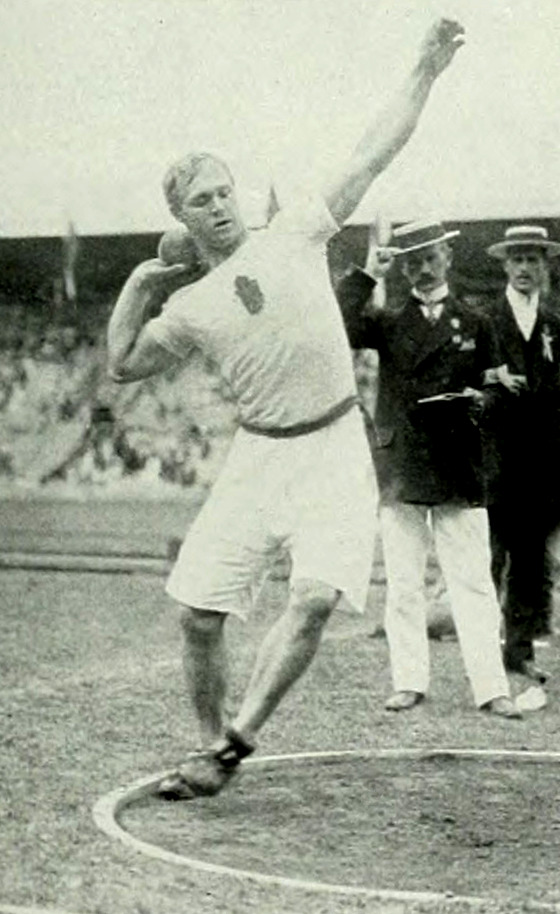
Elmer Niklander – 1920 im Olympiasieger Diskuswurf – wurde Sechster (Foto: 1912)

| Platz | Name                | Nation             | Resultat |
| ----- | ------------------- | ------------------ | -------- |
| 01    | Bud Houser          | USA                | 14,995 m |
| 02    | Glenn Hartranft     | USA                | 14,895 m |
| 03    | Ralph Hills         | USA                | 14,640 m |
| 04    | Hannes Torpo        | Finnland           | 14,450 m |
| 05    | Norman Anderson     | USA                | 14,290 m |
| 06    | Elmer Niklander     | Finnland           | 14,265 m |
| 07    | Ville Pörhölä       | Finnland           | 14,100 m |
| 08    | Bertil Jansson      | Schweden           | 13,760 m |
| 09    | Raoul Paoli         | Frankreich         | 13,535 m |
| 10    | Sixten Sundström    | Schweden           | 13,530 m |
| 11    | Akseli Takala       | Finnland           | 13,315 m |
| 12    | Harald Tammer       | Estland            | 13,280 m |
| 13    | Veljko Narančić     | Jugoslawien        | 13,215 m |
| 14    | Christos Vrettos    | Griechenland       | 13,125 m |
| 15    | Ketil Askildt       | Norwegen           | 13,090 m |
| 16    | Daniel Pierre       | Frankreich         | 13,070 m |
| 17    | John O’Grady        | Irischer Freistaat | 12,750 m |
| 18    | Pál Bedő            | Ungarn             | 12,660 m |
| 19    | Arvīds Ķibilds      | Lettland           | 12,530 m |
| 20    | Charles Beckwith    | Großbritannien     | 12,480 m |
| 21    | Werner Nüesch       | Schweiz            | 12,450 m |
| 22    | Maxime Bousselaire  | Frankreich         | 12,265 m |
| 23    | Otto Garnus         | Schweiz            | 12,120 m |
| 24    | Rex Woods           | Großbritannien     | 11,770 m |
| 25    | José Galimberti     | Brasilien          | 11,300 m |
| 26    | Dimitrios Karabatis | Griechenland       | 10,955 m |
| 27    | Jesús Aguirre       | Mexiko             | 09,470 m |
| NM    | Octávio Zani        | Brasilien          | ogV      |

## Video
- The Olympic Games in Paris, 1924 (1925 Documentary), youtube.com, Bereich: 26:47 min bis 28:02 min, abgerufen am 6. Juni 2021